# ブラントノーズスティングレイ
ブラントノーズスティングレイ（Hypanus say）は、アカエイ科に分類されるエイの一種。マサチューセッツ州からベネズエラまでの西大西洋に分布する。浅い砂地を好む底魚。

## 分類と系統
フランスの博物学者であるシャルル・アレクサンドル・ルスールによって、ニュージャージー州沖から採集された標本を元に1819年の『Journal of the Academy of Natural Sciences of Philadelphia』の中で記載された。種小名はトーマス・セイへの献名。1841年、ヨハネス・ペーター・ミュラーとヤーコプ・ヘンレは、著書の中で種小名を誤って「sayi」と記述し、その後この種小名が文献で使用されるようになった。正しい種小名を使用するか、混乱を防ぐため「sayi」に統一するかどうかが議論された。
2001年に行われた系統解析によると、本種は東太平洋のHypanus dipterurusと姉妹種であり、約300万年前のパナマ地峡形成前、または形成と同時に分化した可能性がある。

## 分布と生息地
主にニューヨーク州ロングアイランドからフロリダキーズ、メキシコ湾北部、大アンティル諸島および小アンティル諸島までの大西洋西部に分布する。まれに北はマサチューセッツ州、南はベネズエラ、西はメキシコまで見られる。メキシコ湾南部と中央アメリカのカリブ海沿岸での記録は無い。ブラジルとアルゼンチン沖からの報告は、Groovebelly stingray (D. Hypostigma)の誤認である可能性がある。
湾、ラグーン、河口など、海岸近くの平らな砂地や泥地に生息し、水深10 m未満に多い。若い個体は藻場でも見られる。アメリカ合衆国東海岸では、夏は北部の湾や河口で過ごし、冬には南部の沖合まで長い距離を移動する。

## 形態
体盤は菱形で角は丸く、吻は短く鈍角で、体盤前縁は直線的。アトランティックスティングレイと似るが、この種は本種と異なり吻が尖る。口は湾曲し、上顎の突き出た部分が下顎の凹んだ部分と合うようになっている。口底には5つの乳頭突起があり、外側のものは小さく離れている。歯列は上顎が36 - 50列。歯は基部が四角形で、五角形に並んでおり、先端は幼魚と雌では鈍く、繁殖期の雄は鋭い。腹鰭は三角形で、先端が丸い。
尾は鞭状で長さは体盤の1.5倍以上で、基部に近い4分の1程の位置に鋸歯状の長い棘が1 - 2本ある。尾棘は定期的に生え変わり、元の尾棘の前方から2本目が生えてくる。尾棘の後方には上下に尾褶があり、腹側の方が長く、幅も広い。目の後方から尾棘の付け根まで、小さな棘が背面の正中線上に並び、成長とともに増加する。成魚は目の周りにも棘がある。体色は背面が茶色だが、灰色がかる個体、赤みの強い個体、緑がかった個体など様々であり、青みがかった斑点を持つ個体や、体盤縁が白い個体もいる。腹面は白色で、暗色の斑点を持つ個体や、体盤縁が暗色の個体もいる。体盤幅は最大1 mとされているが、その記録は誤認であり、最大0.78 mとする場合もある。雌の方が大型化する。

## 生態

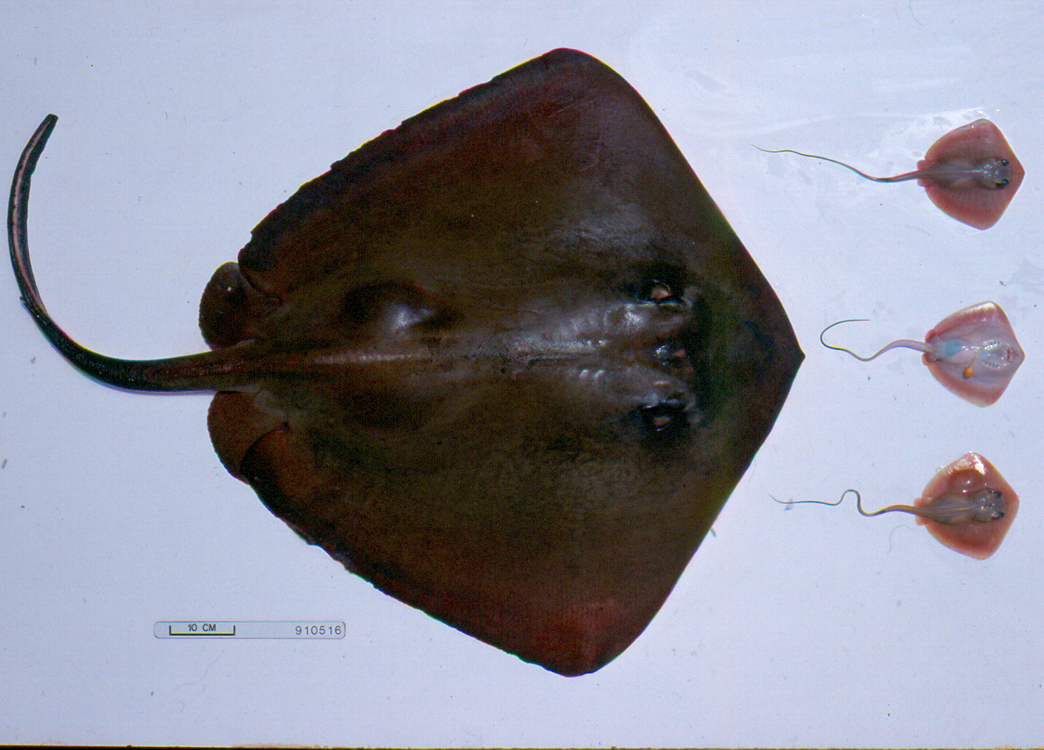
雌と胎仔

夜行性で、殆どの時間は底に潜っている。上げ潮の際に体が水に浸かる程度の場所で捕食を行う。甲殻類、環形動物、二枚貝などの軟体動物といった小型の無脊椎動物や、小型の硬骨魚類を捕食する。主に底生生物をターゲットとするが、遊泳する獲物であっても機会があれば捕食する。デラウェア湾では主にエビジャコ属の一種とチロリを捕食しており、その食事構成は同じ湾のアラオアカエイと同じである。オオメジロザメなどの大型魚に捕食される。本種の寄生虫には多節条虫亜綱の Acanthobothrium brevissime と Kotorella pronosoma、単生綱の Listrocephalos corona、吸虫の Monocotyle pricei と Multicalyx cristata が知られている。
繁殖様式は無胎盤性の胎生で、胚は卵黄の栄養を使い切ると、「子宮乳」と呼ばれる母親の子宮分泌液から栄養を受け取る。左側の卵巣と子宮のみが機能する。交尾は4 - 6月に行われ、5月にピークに達し、雄は尖った歯で雌を掴んで交尾を行う。しかし胚発生は受精卵の形成直後、胚盤葉の段階で停止し、10ヶ月間程休眠する。翌年の春、胚は10 - 12週間かけて急速に成長する。この休眠期間は、春に食物が多い事と関連していると考えられる。
休眠期間を含めると妊娠期間は11 - 12ヶ月で、5月中旬から下旬にかけて1 - 6匹の仔が産まれる。1941年、バージニア州沖で複数の成魚が勢いよく泳いで水面から飛び出したり、水面に浮上して静止する行動が観察された。捕獲された一匹が胎仔を放出したことから、この行動は出産に関係している可能性がある。胎仔は青白く、小さな卵黄嚢を持ち、尾棘の場所は突起になっていた。雌は出産直後に排卵を開始するため、毎年繁殖すると考えられる。出生直後の仔エイは体盤幅15 - 17 cm、体重170 - 250 gである。雄は体盤幅30 - 36 cm、体重3 - 6 kgで性成熟し、雌は体盤幅50 - 54 cm、体重7 - 15 kgで性成熟する。

## 人との関わり
攻撃性は低いが、踏まれたり刺激されたりすると尾棘で身を守る。尾棘は鋭く、革やゴム製の靴を貫通する可能性がある。尾棘には毒があり、海水浴客が刺される例が多く、心臓疾患や呼吸器疾患がある人が刺されると命に関わることもある。この毒は生物医学や神経科学の研究対象になっている。エコツーリズムの観察対象になる。生息域は広く個体数も豊富で、トロール網や刺し網で混獲される。混獲された個体は大抵生きたまま海に戻される。このため漁業による影響は低く、国際自然保護連合は近危急種に指定している。